# SpVgg-VfB 1918 Beuthen
SpVgg-VfB 1918 Beuthen was een Duitse voetbalclub uit de Silezische stad Beuthen, dat na de Tweede Wereldoorlog het Poolse Bytom werd. De geschiedenis van de club werd gekenmerkt door talloze fusies.

## Geschiedenis

### Wacker Beuthen
FC Wacker Beuthen speelde in 1922 voor het eerst in de hoogste klasse van de Opper-Silezische competitie. Na twee seizoenen in de middenmoot eindigde de club in 1925 samen met Beuthener SuSV 09 op de eerste plaats. Er kwam een finale om de deelnemer aan de eindronde te bepalen die Wacker met 1-0 na verlengingen verloor. Na dit seizoen fuseerde de club met Beuthener SC 1922 tot BSC Wacker Beuthen. Doordat de competitie na 1926 werd herleid naar slechts één reeks moest de club het jaar erna in de tweede klasse starten. De club plaatste zich meteen voor de eindronde, maar werd daarin derde. Na dit seizoen fuseerde de club met VfR 1920 Beuthen tot SpVgg Beuthen.

### SpVgg Beuthen
VfR 1920 Beuthen speelde in 1922/23 en in 1924/25 in de hoogste klasse. Na nog twee seizoenen in de tweede klasse fuseerde de club met BSC Wacker Beuthen tot SpVgg Beuthen. De fusieclub werd meteen groepswinnaar en kon ook in de eindronde de titel winnen. Er was nog geen rechtstreekse promotie en de club moest eerst tegen de laatste uit de hoogste klasse spelen, SV Preußen 06 Ratibor. Na een 3-3 gelijkspel thuis ging de club uit onderuit met 4-1 en bleef in de tweede klasse. In 1929 werd de club tweede achter VfR Gleiwitz en bleef zo in de tweede klasse, die na dit seizoen ook herleid werd tot één reeks. In 1930 werd de club vicekampioen achter SpVgg 03 Ratibor en miste opnieuw een kans om te promoveren. Na twee derde plaatsen op rij fuseerde de club met VfB Beuthen, dat intussen was weggezakt naar lagere reeksen. 

### VfB Beuthen
VfB Beuthen werd in 1918 opgericht en speelde ook in 1922 voor het eerst in de hoogste klasse. De club werd tweede in zijn groep achter het grote Beuthener SuSV 09. Ook in 1924 werd de club tweede. In 1925 werd de club derde en plaatste zich voor de nieuwe Bezirksliga, die het jaar erna van start ging. De club eindigde nu in de middenmoot en na dit seizoen werd de competitie herleid naar één reeks waardoor VfB naar de tweede klasse moest. In 1929 werd de club derde, wat niet genoeg was om zich voor het volgende seizoen te plaatsen, waar de tweede klasse nog maar uit één reeks zou bestaan. Het volgende seizoen zou de club zelfs nog verder degraderen.

### SpVgg-VfB 1918 Beuthen
De fusieclub eindigde ook op een derde plaats en na 1933 werd de competitie in Duitsland grondig geherstructureerd. De Gauliga Schlesien werd ingevoerd als nieuwe hoogste klasse en de club ging nu in de Bezirksliga Oberschlesien spelen, en bleef zo wel op het tweede niveau actief. Echter doordat een aantal voormalige eersteklassers nu ook in de tweede klasse speelden was de concurrentie veel zwaarder en in het eerste seizoen eindigde de club in de lagere middenmoot. Het volgende seizoen eindigde de club op een degradatieplaats. Hierna kon de club niet meer terugkeren.
Na de Tweede Wereldoorlog werd Beuthen een Poolse stad en werd de voetbalclub opgeheven.